# 하비비

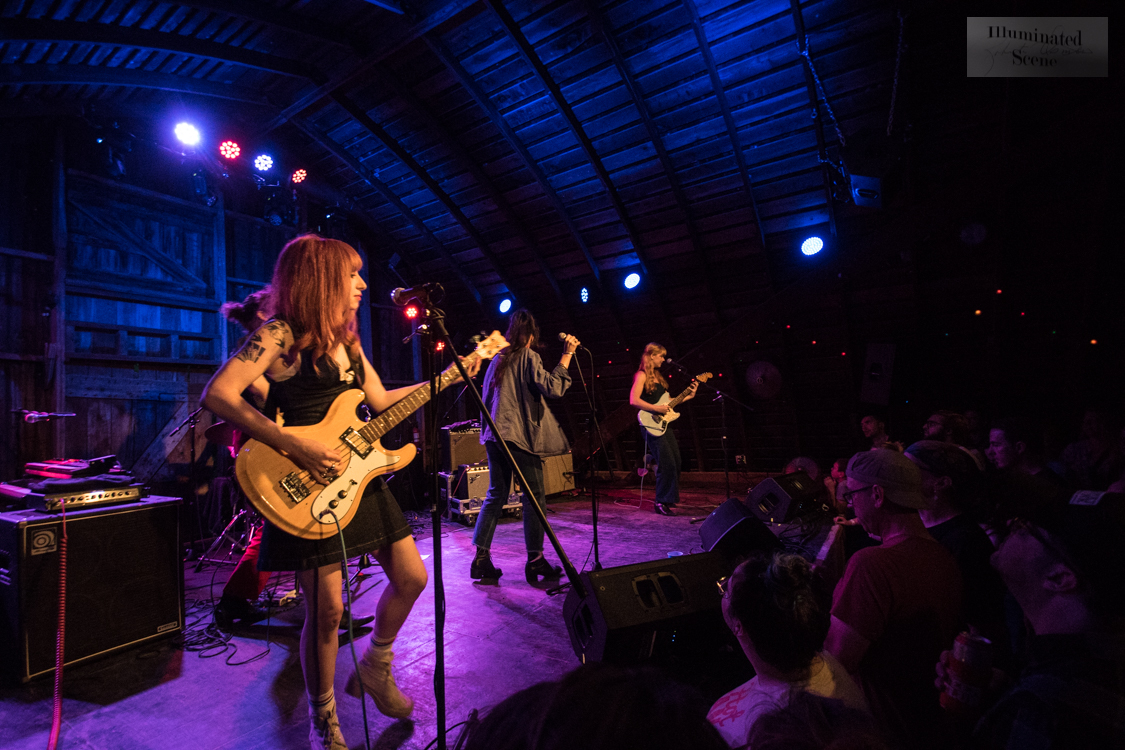
하비비의 공연 모습

하비비(Habibi)는 미국 뉴욕주 브루클린에서 결성한 록 밴드로, 사이키델릭 록과 60년대 걸 그룹이 섞인 음악을 한다. 하비비는 아랍어로 "내 사랑"이라는 뜻으로, 보컬리스트 라힐 자말리파드가 이란인이라는 배경(이란에서는 이 말을 사용하지 않는다) 속에서도 사용한 말에서 가져온 것이다.

## 경력
2011년 디트로이트 출신의 레나야 린치와 라힐 자말리파드는 둘이 좋아하는 사이키델릭한 개러지 록과 걸 그룹의 하모니를 융합한 밴드를 만들기로 결정했다. 밴드에는 브루클린의 로큰롤 신에서 활동하던 라과르디아 고등학교 출신 에린 캠벨과 카렌 이자벨이 합류했다. 오스틴에서 열리는 사우스 바이 사우스웨스트나 CMJ 페스티벌에 출연하면서 인지도를 쌓아갔으며, 본 배드 레코드와 계약을 맺고 7인치 EP 《Habibi》를 발매했다.
2012년, 하비비의 노래인 〈Sweetest Talk〉가 제임스 프랭코의 단편 영화 시리즈 《Episodes of an Untitled Film》에 사용되었다. 린치가 밴드를 떠난 후 하비비는 이듬해 린치가 돌아올 때까지 1년 동안 밴드와 함께 투어를 돈 캐롤라인 파르마티언으로 대체했다. 2014년, 버거 레코드는 밴드의 첫 정규 음반 《Habibi》를 발매했다.

## 영향
하비비의 음악은 디트로이트의 개러지 록과 걸 그룹 사운드와 더불어 린치와 이란계인 자말리파드가 공유하고 있는 중동 음악의 구조가 합쳐진 형태이다. 자말리파드는 영향을 받은 것들에 대해 "이란, 집시, 유목민, 하피즈와 같은 시인... 여행" 등이라고 소개했다. 2012년 잡지 인터뷰는 밴드의 사운드에 대해 "그런지, 펑크, 힙합, 모타운의 영향을 받아 하비비의 사운드는―그리고 그 밴드 멤버―그 중간 어딘가에서 만나고 있다"라고 표현했다.

## 구성원

### 현재
- 라힐 자말리파드 - 리드 보컬, 탬버린[3]
- 레나야 "레니" 린치 - 기타, 보컬[3]
- 라일라 밴더 - 드럼
- 아나 베커 - 기타, 보컬
- 유카리 - 베이스

### 이전
- 캐롤라인 파르타미언 - 기타, 보컬
- 에린 캠벨 - 베이스, 기타, 보컬
- 카렌 이자벨 - 드럼

## 디스코그래피

### 정규 음반
- Habibi (2014)
- Anywhere But Here (2020)[3]

### EP
- Habibi (2012)
- La Luz / Habibi (2015)
- Cardamom Garden (2018)